# Deuxième guerre du Shaba
La deuxième guerre du Shaba est une « guerre par procuration » qui se déroula en 1978 lorsque le FLNC, des séparatistes katangais, aidés par les gouvernements d'Angola et de Cuba, envahirent le Shaba (l'actuel Katanga) au Zaïre à partir de l'Angola oriental. Mobutu Sese Seko demanda l'assistance des forces militaires françaises et belges pour venir repousser l'invasion, comme à l'époque de la première guerre du Shaba un an plus tôt. Le Maroc déploya également des troupes en soutien au régime de Mobutu.
Le Front national de libération du Congo (FNLC) prit Kolwezi.
Les États-Unis surveillèrent les négociations entre les gouvernements angolais et zaïrois en vue d'un accord de paix et de l'arrêt du support aux rébellions respectives des deux pays. Le Zaïre interrompit momentanément son aide aux FLEC, FNLA et UNITA et l'Angola retira son soutien aux séparatistes du Shaba.
Les États-Unis coopérèrent avec la France pour repousser les rebelles, la première coopération militaire entre les deux pays depuis la guerre de Corée.

## Historique
Les forces du FLNC étaient concentrés à Caianda, en Angola. Elles firent un détour pour s’infiltrer au départ de la Zambie, à 80 km de Kolwezi, transportées par des véhicules de l'armée cubaine.
Le 11 mai 1978, peu après minuit, de 3 000 à 4 000 rebelles du FNLC s’infiltrèrent en silence au Zaïre, venant de Zambie.
Organisée en 11 bataillons, chacun de 300 hommes, la force se divisa en deux groupes. Un groupe d’environ 1 000 hommes se dirigea vers Mutshatsha pour couper le chemin de fer.
Le deuxième groupe dut saisir la ville de Kolwezi et détruire les mines. L’infiltration fut facilitée par 500 éléments katangais infiltrés dans la population.
Le Shaba fut défendu par la Division Kamanyola (en), une division formée par les conseillers militaires de l'armée nord-coréenne, supposée être une unité d'élite. Le quartier-général de la 14e brigade, la plus faible des brigades de la division, et un bataillon se trouvaient à Kolwezi.
L'offensive commença le 13 mai à 05 h 30 par une attaque surprise de 1 000 hommes du FNLC sur l'aérodrome de Kolwezi. À 14 h 00, l’aérodrome fut aux mains du FNLC, qui détruisit tout le matériel qui s’y trouvait (1 hélicoptère Puma, deux Alouette, six Aermacchi MB-326, deux Cessna).
À 17 h 50, le FNLC occupa l’aérodrome, la vieille ville de Kolwezi, l’hôpital de la Gecamines et l’école belge.
Six coopérants militaires français (équipages des hélicoptères) qui se trouvaient à l’hôtel Impala, près de la poste, furent exécutés.
Au départ, les troupes du FNLC, bien disciplinées, n’éprouvèrent aucune animosité envers les Européens.
À Kolwezi, le quartier général de la 14e brigade de la division Kamanyola fut défendu par une grosse compagnie du 142e bataillon, qui résista jusqu'au 15 mai.
La 31e brigade parachutiste, en constitution à Kinshasa et encadrée par les Français, prépara une intervention, mais le cadre français fut incapable d'accompagner le 311e bataillon, qui fut mis en état d’alerte.
Les FAZ étant incapables de redresser la situation, Le FNLC prit Mutshasha le 15 mai et la sortie de Kolwezi vers Likasi et atteignit la Lualaba. Kolwezi fut encerclée.
Les troupes du FNLC changèrent alors de comportement, se livrant à des pillages et à des exactions sur les populations zaïroises et européennes à Kolwezi.

## Bataille de Kolwezi
Six cents parachutistes du 2e REP de la Légion étrangère s'emparèrent de Kolwezi après une bataille de sept jours et repoussèrent l'agresseur.
Ils évacuèrent vers la Belgique 2 250 citoyens européens, mais les forces du FNLC massacrèrent selon une estimation basse 80 Européens et 200 Africains. Le FNLC exécuta notamment 34 civils européens qui s'étaient réfugiés dans une pièce. Le FNLC se retira en Zambie puis en Angola.
L'armée zaïroise en profita pour évacuer les civils se trouvant le long de la frontière d'une centaine de kilomètres entre l'Angola et le Shaba, avec ordre de tirer à vue.